# Hadriacus Mons
Hadriacus Mons és una estructura geològica del tipus mons a la superfície de Mart, situada amb el sistema de coordenades planetocèntriques a -28.12 ° de latitud N i 95.22 ° de longitud E. Fa 450 km de diàmetre. El nom va ser fet oficial per la UAI 19 de setembre de 2007 i pren el nom d'una característica d'albedo.